# 前田育徳会

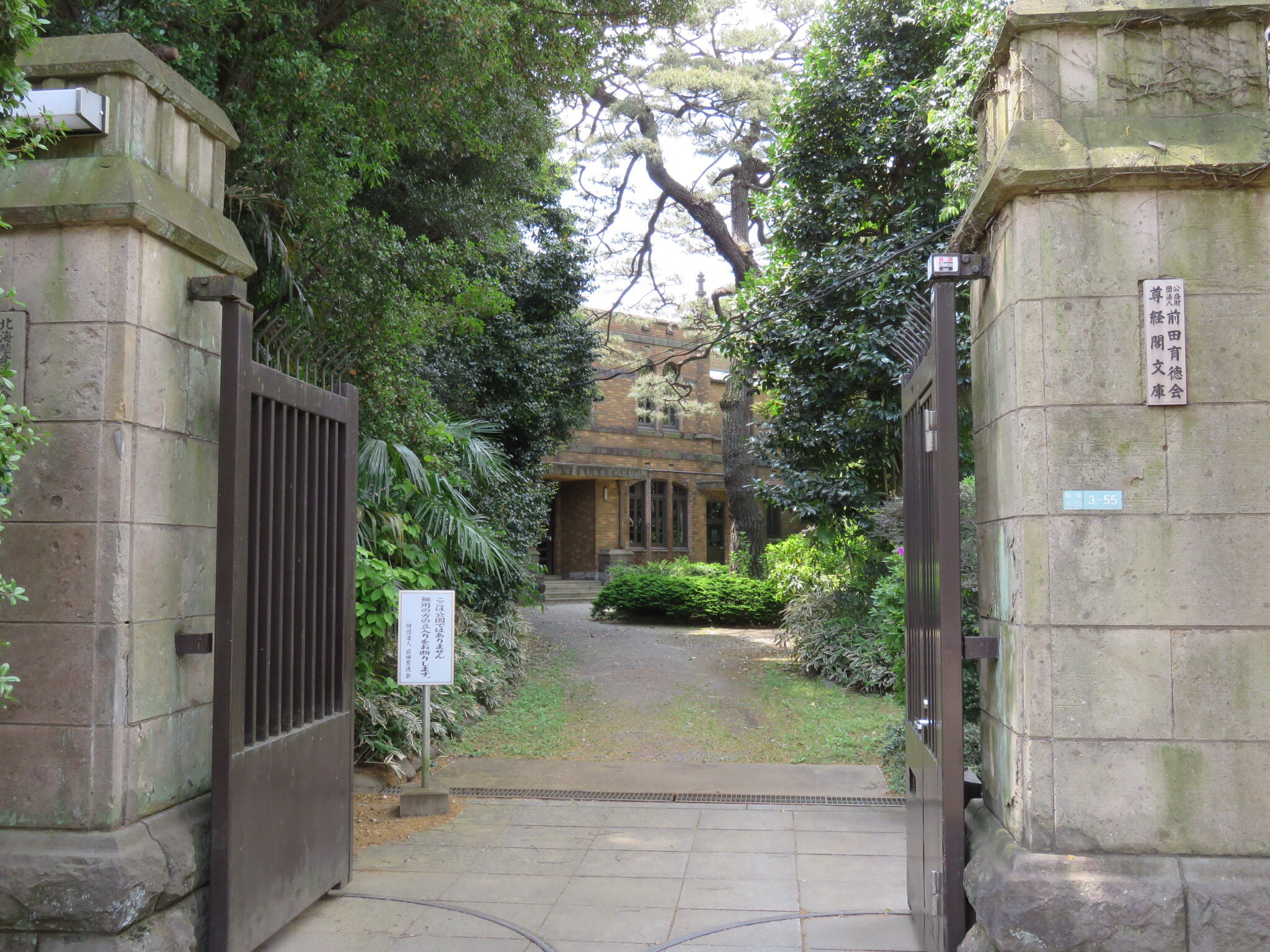
東京都目黒区の財団本部

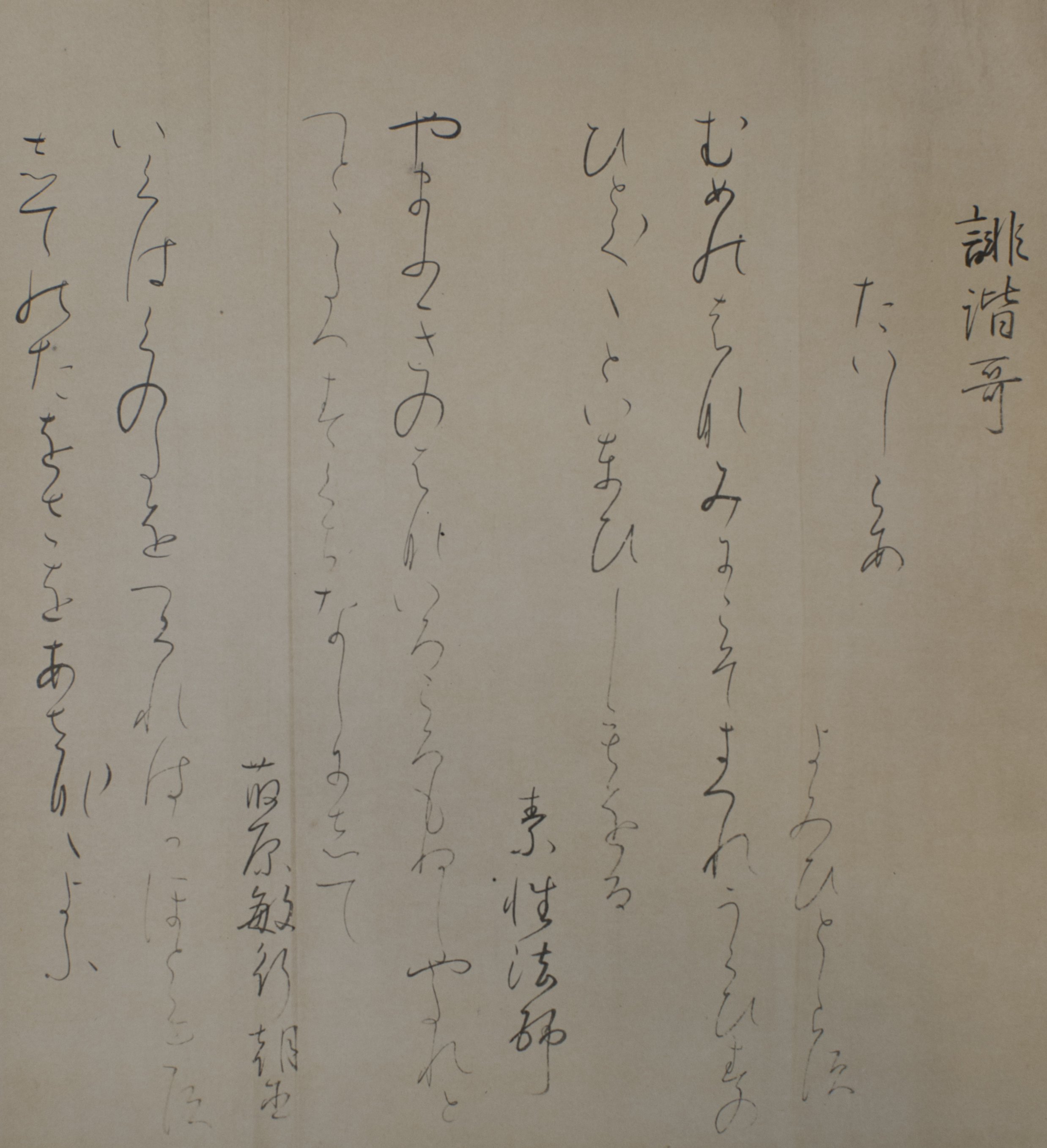
古今集 巻第十九残巻（高野切本）巻首（国宝）11世紀

公益財団法人前田育徳会（まえだいくとくかい）は、加賀藩主前田家伝来の古書籍、古美術品、刀剣などの文化遺産を保存管理する公益法人。元文部科学省所管。所在地は東京都目黒区駒場。所蔵の古書籍類は尊経閣文庫（そんけいかくぶんこ）の名で知られる。

## 概要
前田育徳会が所有・管理する尊経閣文庫には『日本書紀』の現存最古の写本や、藤原定家筆の『土佐日記』の写本など国宝19件を含む日本、中国の古写本、古刊本が多数収蔵され、日本史、日本文学などの研究に欠かせない重要資料と評価されている。これらの全容は『尊経閣文庫国書分類目録』および『尊経閣文庫漢籍分類目録』に紹介されている。このほか、前田育徳会は、加賀前田家伝来の絵画、工芸品、調度類、刀剣甲冑等の文化財を多数所有している。所蔵の刀剣類の中では、古来「天下五剣」の一つに数えられ、前田家第一の家宝として神格化されていた三池光世（みいけみつよ）作の太刀「大典太」（おおでんた）が名高い。
尊経閣文庫の閲覧は許可を受けた研究者（大学教授、助手ほか）に限定され、一般公開はしていない。古書籍以外の所蔵品については、前田育徳会本部（東京都目黒区）に展示施設がないため、所蔵の絵画、工芸品などの一部を1980年以来石川県に寄託し、石川県立美術館（金沢市）の「前田育徳会展示室」で順次公開している。調度品、武具類などは、金沢市の兼六園に隣接する歴史的建造物・成巽閣（せいそんかく）においても展示している（成巽閣は、幕末の加賀藩主・前田斉泰が母のために建てた御殿である）。また、前田育徳会旧蔵の「加越能文庫」（加賀藩に関わる文書、史料類）は一括して金沢市に寄贈し、金沢市が同市立玉川図書館にて保管整理している。

## 沿革

### 前田綱紀と尊経閣文庫
古書籍を中心とした前田家の収集の基礎を築いたのは、加賀藩5代藩主の前田綱紀（1643 - 1724）であった。「尊経閣」の名称は、綱紀が自らの収集を「尊経閣蔵書」と称したことによる。3歳で家督を継ぎ、80年近く藩主の地位にあった綱紀は名君と評され、学問、文芸の振興に力を入れた。金沢市に残る日本三名園の一つ「兼六園」も綱紀の時代に造営されたものである。綱紀は豊富な財力をもとに多くの貴重書を収集した。また、京都の東寺に伝来した「東寺百合文書」（とうじひゃくごうもんじょ、現・京都府立総合資料館蔵）の歴史的価値を認め、家臣に命じて文書目録を作成し、また、分類保管のための文書箱100合を東寺に寄進した。「東寺百合文書」がほぼ完全な形で現代に伝わっているのは綱紀の尽力による部分が大きい。彼はまた、工芸技術の育成にも努め、各種伝統工芸の意匠、技法などの実物見本や雛型を集成し、分類整理して箱に収めた「百工比照」という資料を残した。几帳面な性格であったといわれる前田綱紀は、古書の収集に当たっても、自分の個人的趣味によってではなく、学術的、資料的に価値の高いものを系統的に集めた。以上のことから、彼は日本の文化財保護の先駆者といえよう。
前田育徳会の所蔵品には、綱紀の収集品のほか、初代藩主前田利家の妻・芳春院（まつ）や、3代藩主前田利常の収集にかかるものも含まれている。芳春院は、人質として徳川家康のもとにいた時代に、多くの道具類（現代でいう古美術品）を購入したといわれる。前田家は、財力の点では他藩を圧していたが、外様大名であったため、徳川家とは常に緊張関係にあった。前田家が学問、文芸の振興に熱心であったのは、徳川家に対する謀反を起こす考えのないことを明らかにするために、武力ではなく、学問、文芸に財力を注いでいるということをアピールするねらいがあったともいわれている。

### 前田利為による財団設立

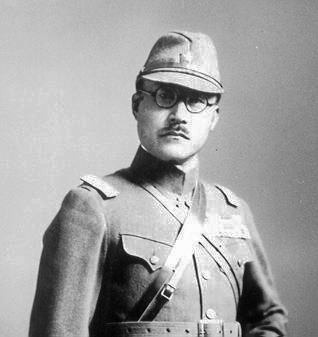
前田利為

近代に入り、前田藩伝来品を公有化して永久保存しようとしたのは、16代当主で侯爵の前田利為（まえだとしなり、1885 - 1942）であった。前田家の分家から本家に養子として入った利為は、養父の急死により、明治33年（1900年）、数え年16の時に家督を継いだ。彼自身は外交官になることを希望していたが、「前田家の当主は軍人となるべきだ」という周囲の意見を容れ、陸軍大学校を経て軍人となった。利為は昭和17年（1942年）4月にボルネオ守備軍司令官となるが、同年9月5日、ボルネオ島（カリマンタン島）沖で飛行機ごと消息を絶った。
旧大名家・公家等に伝来した文化財は、第二次世界大戦後の混乱期に散逸したものが多いが、加賀前田家所蔵品は尾張徳川家所蔵品とともに早くから公益法人化されていたため、散逸をまぬがれた。前田利為が公益法人の設立を決意したのは、大正12年（1923年）、関東大震災の被害を目の当たりにしたことがきっかけであった。震災当時、前田侯爵家の屋敷は東京市本郷区（現・東京都文京区本郷）の東京帝国大学（現・東京大学）キャンパスに隣接して建っていた。関東大震災の時、前田家の屋敷は難を逃れたが、先祖伝来の家宝を収蔵した土蔵は危うく焼失するところであった。利為は加賀藩主家伝来の文化遺産の保全のため、大正15年（1926年）に公益法人育徳財団を設立した。法人は後に「侯爵前田家育徳財団」、さらに「前田育徳会」と名称を変えている。「育徳」の名は、前田家上屋敷にあった庭園「育徳園」に由来する（前田家上屋敷の旧敷地は東京大学本郷キャンパスとなっている）。
育徳財団設立の数年後、東京帝国大学のキャンパス拡充計画に伴い、前田家と大学との間で土地の交換が行われた。すなわち、前田家は本郷を引き払う代わりに、現在の東京都目黒区駒場の東京帝国大学農学部の用地を取得し、ここに邸宅を建てた。現在の目黒区立駒場公園がその跡地で、公園内には昭和4年（1929年）竣工の旧前田侯爵邸洋館と同5年（1930年）竣工の和館が現存し、一般公開されている。前田育徳会の本部（尊経閣文庫）はこの駒場公園に隣接している。尊経閣文庫の建物は、前田邸洋館の設計者でもある宮内省内匠寮（たくみりょう）の高橋貞太郎の設計になる鉄筋コンクリート造で、昭和3年（1928年）の竣工。図書閲覧所（事務所）、書庫、貴重庫、門及び塀は国の重要文化財に指定されている。

## 出版事業
前田利為の設立した育徳財団の主要な事業の一つに影印本（複製）の刊行がある。財団では、大正15年（1926年）以来、『尊経閣叢刊』と称して、加賀藩伝来の貴重書を復刻し、大学等研究機関に配布した。第二次大戦による中断を挟んで昭和27年（1952年）まで64回にわたって刊行が続けられ、67部の典籍類が復刻された。これらは、用紙や装丁（巻子本、冊子本）などの再現にも努めた精巧なもので、この影印本自体が高額で売買される貴重書となっている。

## 指定文化財

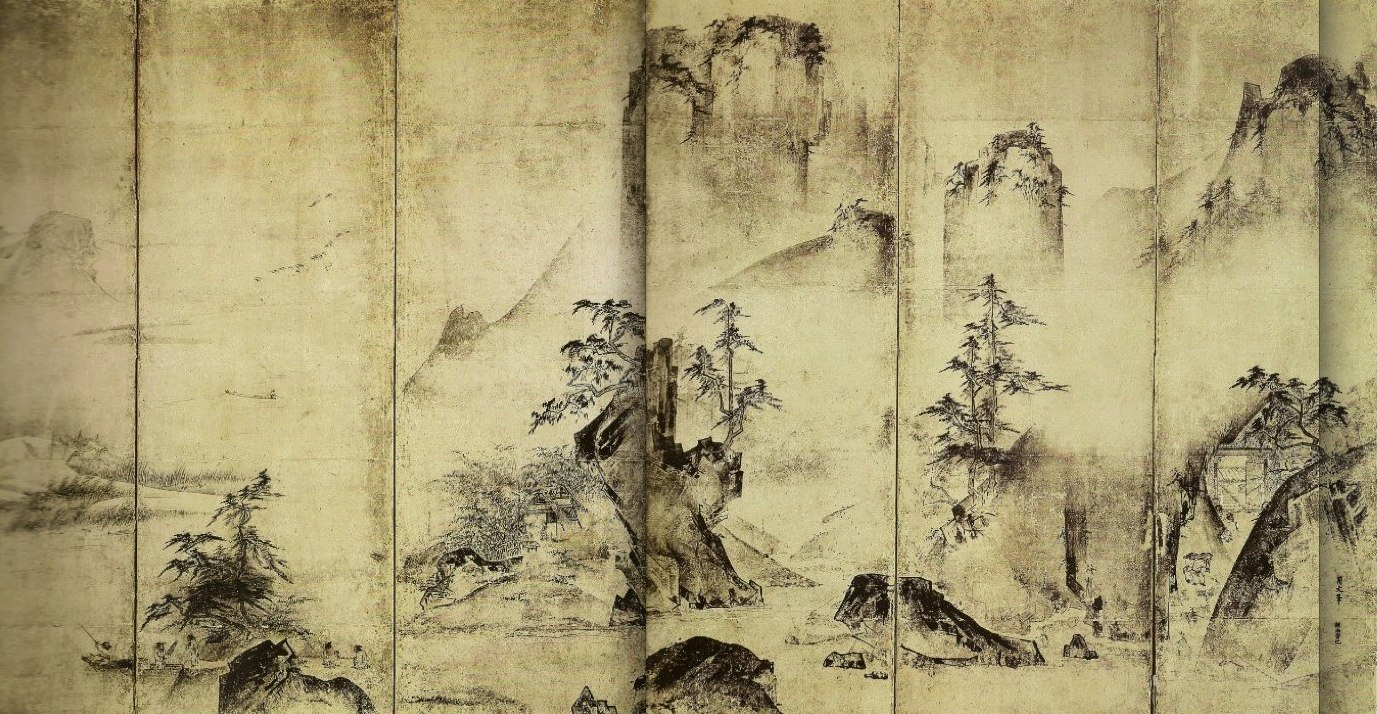
伝周文 四季山水図（右隻）

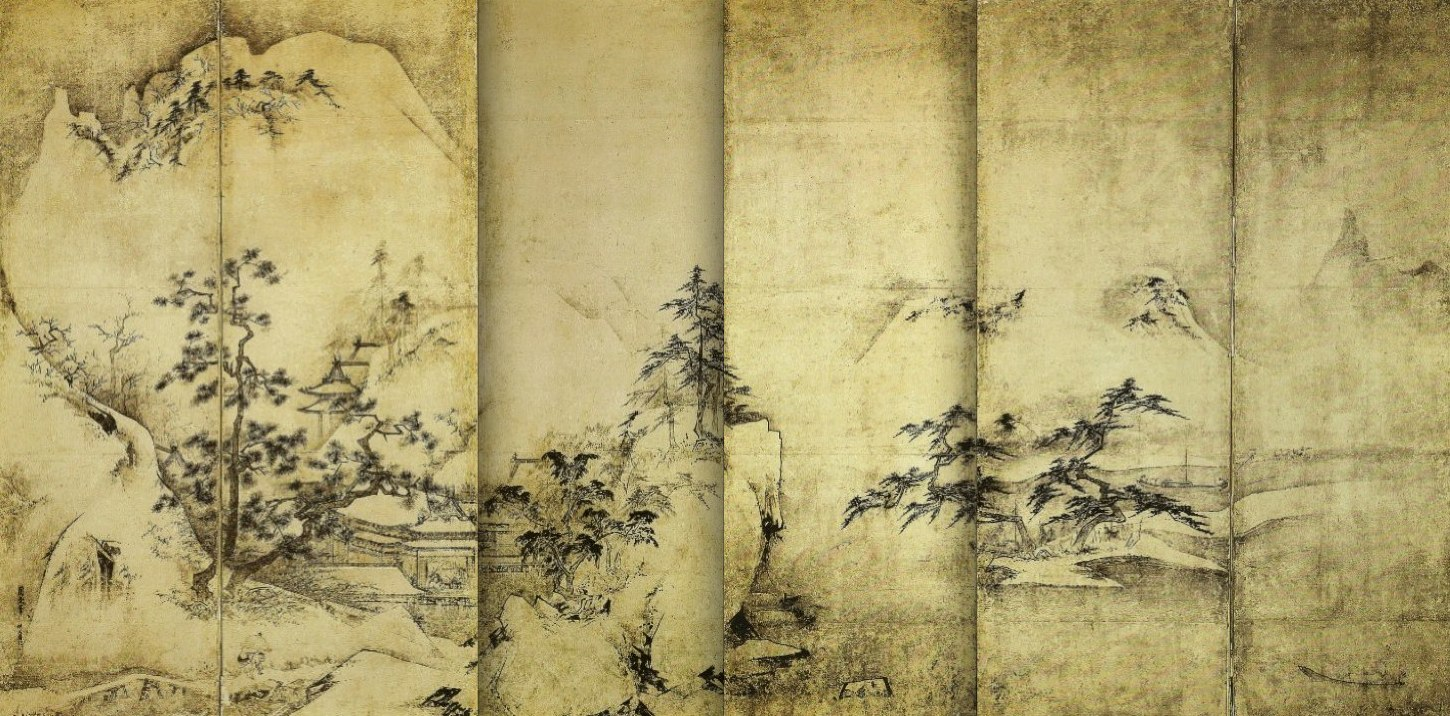
伝周文 四季山水図（左隻）

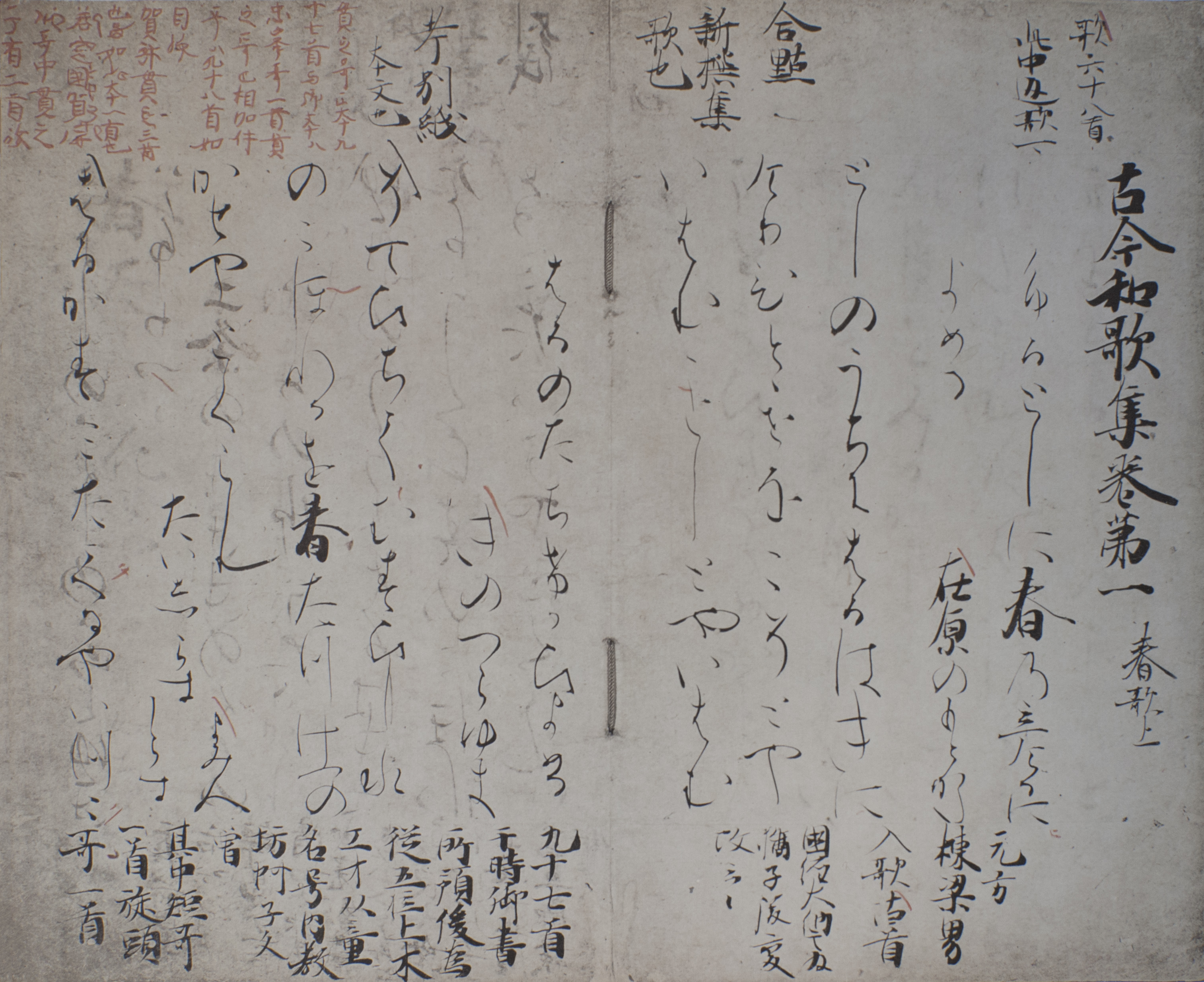
古今集 伝藤原清輔筆 2帖のうち上帖帖首（国宝）12世紀

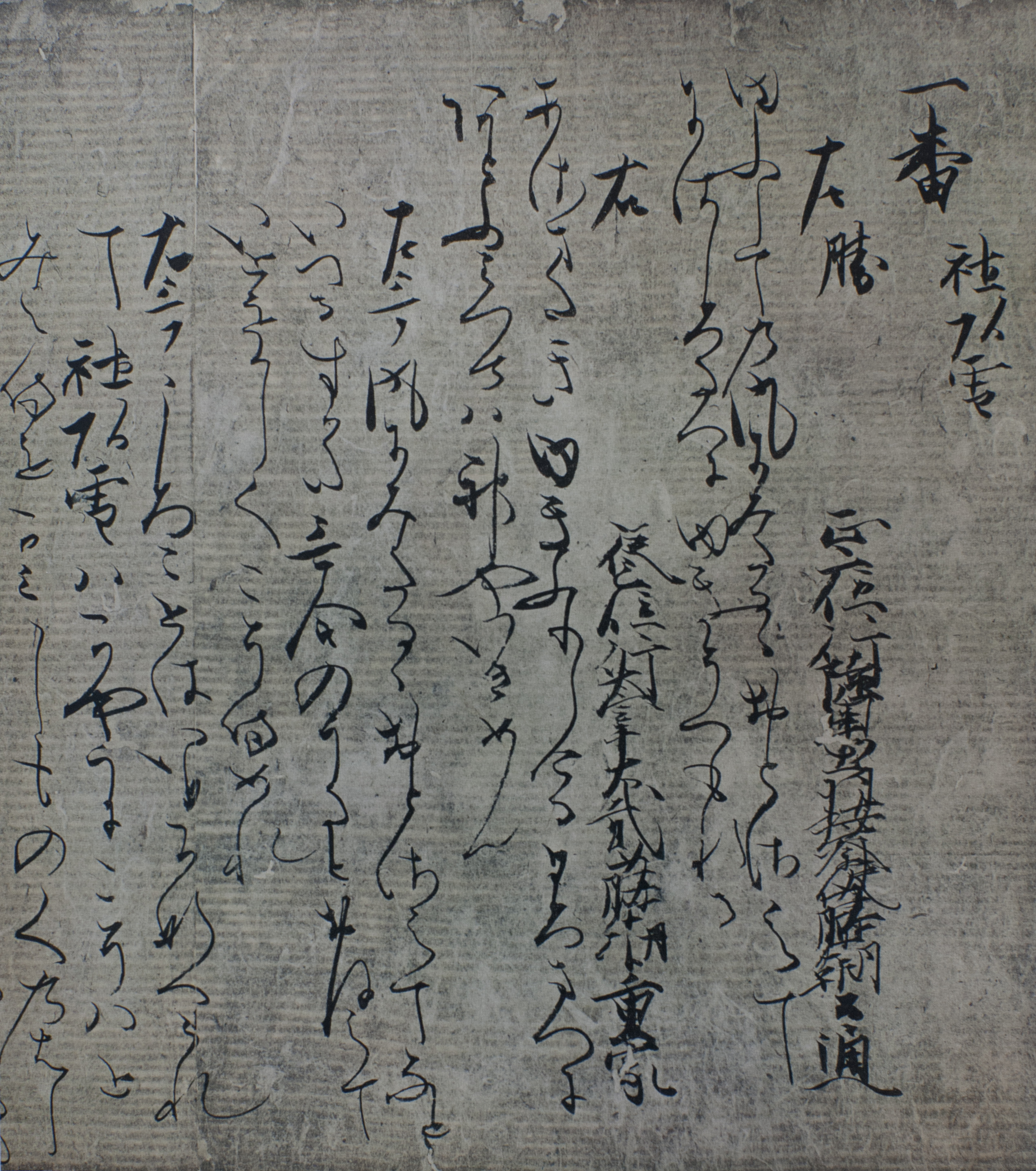
広田社二十九番歌合 藤原俊成筆 3巻のうち巻第一巻首（国宝）承安2年（1172年）

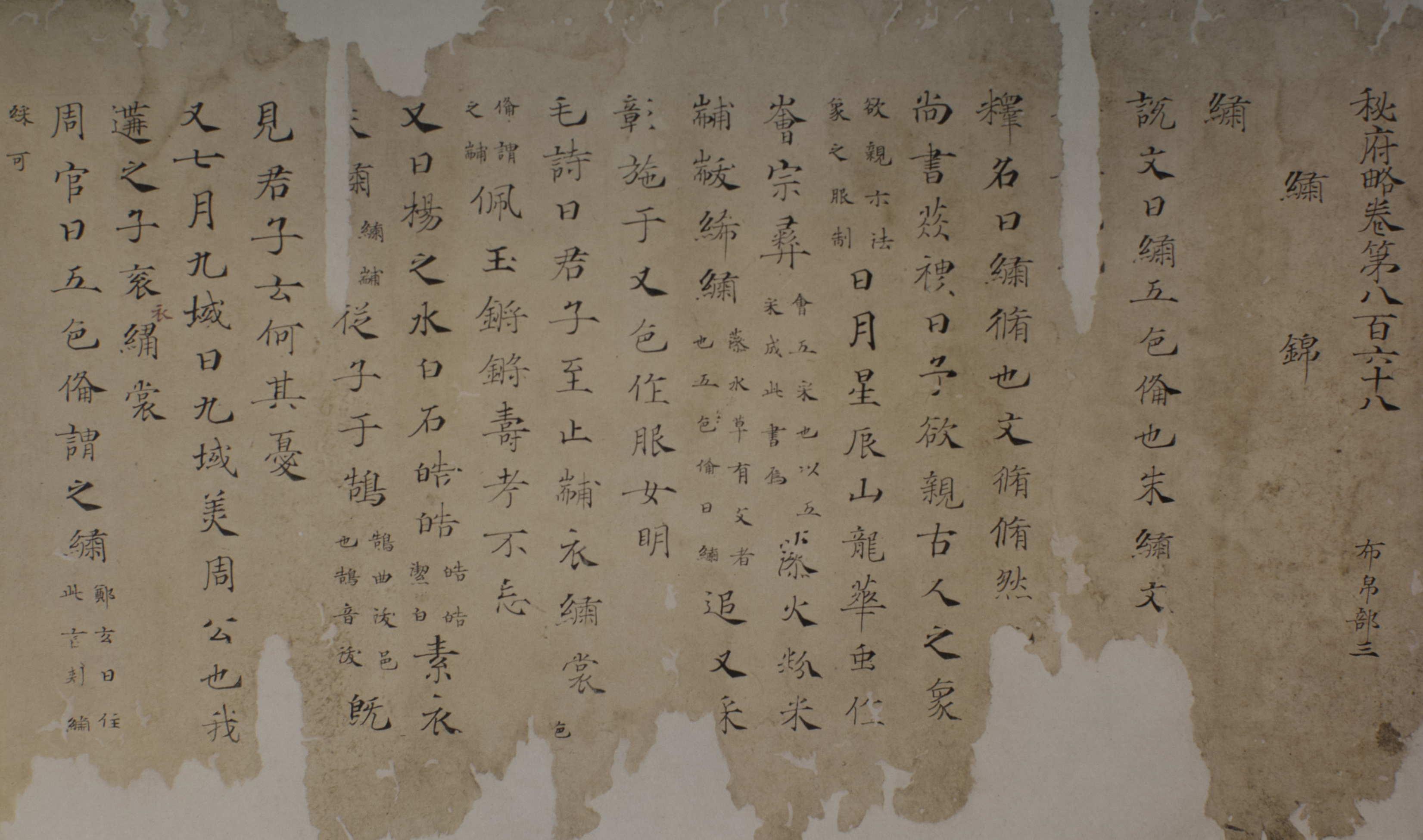
秘府略 巻八百六十八 巻首（国宝）11世紀

### 国宝
（日本文学）
- 万葉集　巻第三、第六残巻（金沢本万葉集）1帖
- 古今集　巻第十九残巻（高野切本）
- 古今集　伝藤原清輔筆　2帖
- 土佐日記　藤原定家筆
- 歌合（十巻本）巻第一、二、三、八、十　5巻
- 十五番歌合
- 広田社二十九番歌合　藤原俊成筆　3巻
- 入道右大臣集

（史書、辞書、故実書）
- 日本書紀　巻第十一、巻十四、巻十七、巻二十　4巻
- 類聚国史　巻第百六十五、第百七十一、第百七十七、第百七十九　4巻
- 秘府略　巻第八百六十八
- 北山抄　12巻

（日記）
- 水左記　源俊房自筆本　2巻

（仏典）
- 賢愚経残巻（大聖武）3巻
- 宝積経要品 - 足利尊氏、足利直義、夢窓疎石筆。巻末にある直義の跋文より康永3年（1344年）高野山金剛三昧院に寄進されたことがわかる。直義は「或人」（直義本人か）が霊夢により得た「南無釈迦仏全身舎利」の読み12文字（なむさかふつせむしむさり）を頭にする和歌を詠むよう、北朝天皇をはじめ三宝院賢俊ら20数人に依頼した。この和歌短冊120枚を張り付ぎ、その紙背を用いて、兄尊氏と夢窓の3人で『大宝積経』を抜粋して書写したのがこの宝積経要品である。写経は巻首から、直義、夢窓、尊氏、の順で書かれ最後に直義が跋文を記していることから、直義が主体となって制作したと想定できる。写経の目的は、本作と『夢中問答集』が同じ日付なことから両者が対の作品だとする説がある。江戸時代に、前田綱紀が金剛三昧院に堂塔修繕費を寄進した返礼として前田家に入った。

（古筆）
- 搨王羲之書（とう おうぎししょ）（孔侍中帖）
- 三朝宸翰（花園天皇消息、後醍醐天皇消息、伏見天皇消息）2巻

（漢籍）
- 両京新記　巻第三（金沢文庫本）

（古記録）
- 仁和寺御室御物実録

（刀剣）
- 刀　無銘義弘（名物富田江（とみたごう））附：革包太刀拵
- 刀　無銘正宗（名物太郎作正宗）
- 太刀　銘光世作（名物大典太（おおでんた））

### 重要文化財
（絵画）
- 紙本著色天神縁起　3巻
- 絹本著色馬郎婦観音図
- 絹本著色楠公訣児図　狩野探幽筆 朱舜水賛 寛文10年
- 紙本淡彩四季山水図 六曲一双 伝周文筆
- 紙本墨画豊明絵草紙（とよのあかりえそうし）
- 紙本一遍上人絵巻　7巻（著色巻第一、第二、第四、白描巻第九、第十、第十一、第十二）
- 紙本著色祭礼草紙
- 紙本墨画四睡図 黙庵筆 祥符紹密賛
- 紙本著色四季花鳥図 六曲一双 伝雪舟筆

（刀剣）
- 短刀　銘吉光（前田藤四郎）
- 牡丹獅子造小さ刀拵（ぼたんししづくりちいさがたなこしらえ）
- 飾太刀（石突欠）附：平緒

（工芸品）
- 扇散蒔絵手箱
- 金小札白糸素懸威胴丸具足（きんこざねしろいとすがけおどしどうまるぐそく）・刺繍菊鍾馗図陣羽織・絹地著色鍾馗図幟（のぼり）
- アエネアス物語図毛綴壁掛
- 唐物茄子茶入（富士）（附：剣先緞子袋、白茶地段織莫臥爾袋、挽家、朱塗盆、象牙蓋、利休作茶杓）

（工芸資料）
- 百工比照 一号函〜十号函（附：金具、金具模型等一括）
- 紙本著色神宮神宝図巻

（和歌）
- 兼好家集稿本
- 元輔集
- 道済集　残巻（彩牋墨書）
- 賀陽院歌合（かやのいんうたあわせ）永承5年
- 藤原宗通朝臣家歌合　寛治5年
- 花月百首撰歌稿　藤原俊成筆
- 十五首和歌　藤原定家筆

（漢詩）
- 法性寺殿御集　寿永2年書写奥書
- 本朝麗藻 巻上

（物語、説話集、随筆等）
- 江談抄　寛元3年書写奥書
- 枕草子　4帖
- 源氏物語（花散里、柏木）2帖
- 日本国霊異記　巻下（仁和寺心蓮院本）　嘉禎2年禅恵書写奥書
- 中外抄　建暦2年書写奥書
- 閑居友 2帖
- 日本往生極楽記

（歴史書、歴史物語）
- 古語拾遺（金沢文庫本）紙背消息19通
- 古語拾遺（金沢文庫本）元弘4年書写奥書
- 古語拾遺（金沢文庫本）
- 釈日本紀　29冊
- 増鏡　後崇光院筆　20帖
- 吾妻鏡（自寿永三年四月至元暦元年十二月）
- 吾妻鏡（抄録本）
- 栄花物語目録（金沢文庫本）

（故実書、辞書）
- 西宮記　18巻
- 色葉字類抄　上下（中欠）2冊
- 二中歴　13帖

（法制書）
- 政事要略　巻第二十五、巻六十、巻六十九残巻（巻第二十五、巻六十金沢文庫本）
- 法曹類林　巻第百九十七残巻（金沢文庫本）嘉元2年書写校合奥書

（その他典籍）
- 新猿楽記  弘安3年書写奥書
- 新猿楽記　康永3年書写奥書
- 新猿楽記

（日記類）
- 太田康有建治三年記（金沢文庫本）
- 実躬卿記（さねみきょうき）自筆本 23巻 附:公秀公記3巻、宣陽門院御落飾記
- 小右記　37巻

（古筆）
- 手鑑「野辺のみどり」（28葉）
- 白楽天続古詩断簡（綾本下絵墨書）
- 白楽天常楽里閑居詩

（漢籍・写本）
- 玉燭宝典　11巻（巻第九欠）
- 黄帝内経明堂巻第一、黄帝太素巻第十九 2巻

（漢籍・刊本）
- 宋刊本世説新語3冊、世説叙録2冊（金沢文庫本）
- 宋刊本重広会史　20冊
- 宋刊本春秋左氏音義　自巻第一至巻第五（金沢文庫本）4冊
- 宋刊本沖虚至徳真経（ちゅうきょしとくしんけい）（金沢文庫本）3冊
- 宋刊本賓退録　5冊

（高麗版）
- 高麗版拙藁千百（せっこうせんひゃく）2冊

（仏典）
- 金剛童子法（金剛童子随心呪）
- 法華経　巻第八残巻　万里小路宣房筆　嘉暦元年
- 阿那律八念経（天平神護二年吉備由利願経）
- 冥報記 上中下（1帖）　長治2年書写奥書
- 広清涼伝　巻上中下（高山寺本）永久5年書写奥書　3帖
- 華厳経（高山寺尼経）40帖
- 三宝感応録　巻上中下（高山寺本）寿永3年書写奥書　3帖

（古文書）
- 九条兼実仏舎利奉納願文（がんもん）寿永2年
- 楠木合戦注文・博多日記
- 後醍醐天皇宸翰御感状
- 武家手鑑（ぶけてかがみ）（150通）3帖 附：武家手鑑添書3冊1通
- 買新羅物解（ばいしらぎもののげ）天平勝宝四年六月 7通

（建造物）
- 尊経閣文庫[1]
  - 図書閲覧所
  - 書庫
  - 貴重庫
  - 門及び塀
  - 土地3,603.84平方メートル

出典：2000年までの指定物件については、『国宝・重要文化財大全 別巻』（所有者別総合目録・名称総索引・統計資料）（毎日新聞社、2000）による。

## 所在地・利用情報
- 東京都目黒区駒場4 - 3 -55
- 京王井の頭線駒場東大前駅下車

尊経閣文庫の閲覧は事前許可を得た研究者（大学教授ほか）に限定。美術工芸品等は石川県立美術館（金沢市出羽町）および成巽閣（金沢市兼六町）にて順次公開している。